# NGC 7552
NGC 7552 è una galassia nella costellazione australe della Gru.
Si individua circa 2 gradi a NE della stella doppia θ Gruis; è una spirale barrata ben visibile con un telescopio riflettore da 200mm d'apertura, nel quale si rivela soprattutto la barra centrale, la parte più appariscente della galassia. Due bracci a spirale si avvolgono a nord e a sud: il secondo è quello più luminoso e si evidenzia in parte pure in telescopi da 200mm. Dista dalla Via Lattea 46 milioni di anni-luce.